# Ваточник клубненосный
Ваточник клубненосный (лат. Asclepias tuberosa) — красивоцветущее травянистое растение, вид рода Ваточник (Asclepias), аборигенный вид восточной и юго-западной части Северной Америки. В местах произрастания широко известен как butterfly weed (с англ. — «трава бабочек») из-за бабочек, которых привлекает окраска его цветов и обильное производство нектара.

## Описание
Многолетнее травянистое растение, вырастающее до 0,3—1 м в высоту. Млечный сок прозрачный.
Корневая система стержневая, образует глубокий стержневой корень, из которого каждую весну вырастает от одного до примерно 100 сильных стеблей. Стебли, ветвящиеся только на соцветии, густо покрыты тонкими, мягкими или жёсткими волосками (трихомами).
Листья спирально расположенные, ланцетные, 3—12 см длиной и 2—3 см шириной. Черешки 1—5 мм длиной. Листовая пластинка тонкая, твёрдая, иногда волнистая, длиной от 3 до 11 см и шириной от 0,3 до 3,0 см, цельнокрайная, от яйцевидной до ланцетной формы с заостренным или тупым концом. Нижняя сторона листьев покрыта тонкими волосками.
С апреля по сентябрь в верхних пазухах листьев появляются зонтики оранжевых, жёлтых или красных цветков шириной 7,5 см. У каждого из них по пять лепестков и пять чашелистиков. Неизвестно, вызваны ли красноватые цветы содержанием минеральных веществ в почве, генетической дифференциацией экотипа или тем и другим. Сорт под названием «Hello Yellow» обычно имеет более желтоватые цветки, чем обычные экземпляры этого растения.
Плод — коробочка длиной 7,5—15 см, содержащая множество длинноволосистых семян. Семена яйцевидной формы, плоские, с короткими крыльями, длиной и шириной от 5 до 7 мм, имеют белые волоски длиной от 3 до 4 см .
Число хромосом n = 11.

### Похожие виды
Похожий вид — ваточник ланцетный (Asclepias lanceolata), но его можно отличить по бо́льшему количеству цветков и опушёнными волосками стеблям, которые при надломе не выделяют латекс. Чаще всего встречается на полях с сухой почвой.

## Таксономия

### Подвиды
- Asclepias tuberosa subsp. interior — Центральная часть США, Онтарио и Квебек[5]. Листья обычно имеют сердцевидную форму.
- Asclepias tuberosa subsp. rolfsii — юго-восток США. Листья обычно ланцетные с гофрированными краями.
- Asclepias tuberosa subsp. tuberosa — восток США. Листья обычно от яйцевидных до ланцетных и клиновидные у основания, края обычно гладкие.

## Распространение и среда обитания
Вид можно встретить от Южной Дакоты на юг до Техаса и Мексики, на запад до Юты и Аризоны, а также во многих других районах дальше на восток.
Предпочитает сухую, песчаную или гравийную почву, но также встречается и на берегах ручьев. Требуется полное солнце.

## Экология
Наиболее легко размножается семенами. Основными опылителями являются пчелы и осы, а не бабочки. Посеянное на открытом воздухе после заморозков, растение зацветет и даст семена на третий год. После укоренения его трудно пересадить, так как у него глубокий деревянистый стержневой корень.
A. tuberosa является личиночным кормовым растением бабочек данаида гилипп (Danaus gilippus) и данаида монарх (Danaus plexippus), а также молей: Cycnia tenera, Euchaetes egle и Cycnia inopinatus. Из-за грубых листьев A. tuberosa не относится к излюбленным растениям-хозяевам бабочки-монарха, но на нём можно успешно выращивать гусениц. Кроме того, это один из видов Asclepias с самым низким содержанием карденолидов, что делает его плохим источником защиты от хищничества птиц и вирулентности паразитов и, возможно, способствует его непривлекательности для яйцекладущих монархов.

## Выращивание
Часто выращивается в садах как декоративное растение из-за эффектных оранжевых цветов, которые особенно привлекательны для пчёл, хотя их также посещают колибри, мотыльки и бабочки.
A. tuberosa легко выращивать из семян и трудно пересадить из-за размера корней. Выращенным из семян растениям потребуется около двух-трёх лет, чтобы достичь размера цветения в средних условиях. Семена не требуют стратификации и их можно сразу высевать, хотя при коммерческом выращивании их обычно стратифицируют во влажном состоянии при температуре 5 °C в течение 30—60 дней, поскольку это увеличивает всхожесть. Для других молочаев тонкий слой мульчи в 1—2 см увеличивает скорость прорастания, однако для A. tuberosa специальные исследования отсутствуют.
Практически не поражается вредителями и болезнями. Подвержен гнили кроны, если выращивать в плохо дренированных или слишком постоянно влажных местах.
Зоны зимостойкости 3—9 USDA.

## Токсичность
Растение содержит токсичные гликозиды, алкалоиды и резиноиды. Это может вызвать слабость, судороги и травмы роговицы. Использование растения противопоказано при беременности, в период лактации или у детей грудного возраста из-за токсинов, к которым относятся резиноиды и прегнаны.

## Использование
Коренные американцы и европейские первопроходцы использовали вареные корни для лечения диареи и респираторных заболеваний. Молодые семенные коробочки употребляли в пищу после варки в нескольких сменах воды. Семенной стручок пряли и использовали для изготовления фитилей для свечей.
Корень когда-то использовался для лечения плеврита.

## Галерея
- Общий вид цветущего растения
- Молодые стебли весной
- Молодой лист
- Появляющаяся головка цветка
- Крупный план волосатых стеблей
- Крупный план нераскрывшихся бутонов
- Соцветие
- Крупный план: нераскрытые, раскрывающиеся и полностью раскрытые цветочные бутоны
- Оранжевые цветки
- Красно-полосатые оранжевые цветки
- Желтые цветы
- Семена внутри стручка
- Стручки
- Раскрытые семенные коробочки с семенами